# La Belle Vie (film, 1963)
Cet article concerne le film de Robert Enrico. Pour le film de Jean Denizot, voir La Belle Vie.
Pour les articles homonymes, voir La Belle Vie.
Pour plus de détails, voir Fiche technique et Distribution.
La Belle Vie est un film français réalisé par Robert Enrico, sorti en 1963.
Tourné en 1962, et présenté à la Mostra de Venise 1963, le film n'est sorti, à la sauvette, sur les écrans français qu'en janvier 1964. C'est le premier long métrage du cinéaste.

## Synopsis
Un appelé du contingent revient d'Algérie après 27 mois de service. À Paris, il retrouve son amie Sylvie lors d'un bal populaire. Il l'épouse, part en voyage de noces avec elle, et, une fois de retour, trouve un travail de photographe. Le temps passant, il trompe son épouse avec des inconnues de passage, et la vie suit son cours… Un jour pourtant, un gendarme vient sonner à sa porte : il est rappelé sous les drapeaux et doit retourner au combat.

## Fiche technique
- Titre : La Belle Vie
- Réalisation : Robert Enrico
- Assistants réalisateurs : 1) Serge Witta / 2) Jean-François Adam et Claude Othnin-Girard
- Scénaristes : Robert Enrico, Maurice Pons
- Script-girl : Suzanne Schiffman
- Directeur de la photographie : Jean Boffety
- Cameraman : Didier Tarot
- Photographe de plateau Georges Pierre
- Musique : Henri Lanoë
- Décors : François de Lamothe
- Montage : Denise de Casabianca, Jacqueline Meppiel
- Ingénieur du son : Pierre Vuillemin
- Régie générale : Olga Varen
- Producteur : Paul de Roubaix
- Directeur de production : René Aulois
- Société(s) de production : Les Films du Centaure
- Société(s) de distribution : Sodireg (1964) / Art Malta (DVD)
- Pays d'origine :  France
- Format : Noir et Blanc - 1,37:1 - son  Mono
- Genre : Film dramatique
- Durée : 107 minutes
- Dates de sortie :
  -  Italie : 1963 (Mostra de Venise)
  -  France : 22 janvier 1964
  -  Danemark : 11 mars 1964

## Distribution
- Frédéric de Pasquale : Frédéric Simon, un photographe revenu à la vie civile après 27 mois d'Algérie
- Josée Steiner : Sylvie Simon, une coiffeuse, son amie d'enfance qu'il épouse
- Françoise Giret : Christiane, une ex de Frédéric avec qui il trompe un temps Sylvie
- Lucienne Hamon : la guide du car
- Grégory Chmara : Joseph, le riche ami de Frédéric qui offre au couple son voyage de noces
- Nane Germon : Marie, la femme de Joseph
- Nicole Desailly : la mère de Frédéric
- Stéphane Fey
- Pierre Frag : 1) un photographe aux Champs-Élysées / 2) le capitaine des pompiers dans « La Cantatrice chauve »
- Odile Geoffroy : Kiki, une cover-girl
- Jean-Pierre Lituac
- Alice Reichen : Madame Simon, la mère de Frédéric
- André Zibral : Monsieur Simon, le père de Frédéric
- Marc Eyraud : le directeur du studio de photos
- Jacques Seiler : le gendarme à la convocation
- Aline Bertrand : une dame au mariage
- Roger Jacquet : le premier prêtre
- Edwine Moatti : une invitée à la pendaison de crémaillère
- Philippe Moreau
- Jacques Ramade : Ramade, le clarinettiste
- Les comédiens du Théâtre de la Huchette
- Olga Varen : la mère du bébé
- Jacques Lalande : le prêtre du mariage
- Jacqueline Staup : 1) l'employée du bureau des mariages / 2) la bonne dans « La Cantatrice chauve »
- Claude Mansard : Mister Smith dans « La Cantatrice chauve »
- Odette Piquet : Mistress Smith dans « La Cantatrice chauve »
- Italo Bettiol : un touriste italien
- Michel Laubreaux
- Marc Laferrière et son orchestre
- La fanfare des Beaux-Arts Léon Malaquais
- Les voix de René Lebrun et de Roger Rudel (le narrateur du film d'actualité sur le pèlerinage militaire à Lourdes)

## Autour du film
- Tourné au cours des mois ayant suivi la consécration cannoise de son court métrage La Rivière du hibou, à la toute fin de la Guerre d'Algérie et sur un sujet encore brûlant, La Belle Vie ne bénéficia que d'une exploitation en salles tardive et confidentielle. Enrico dut attendre l'année 1965 pour remporter, avec son deuxième long métrage (Les Grandes Gueules) son premier véritable succès public.
- Le Film a été tourné à partir de juillet 1962 à Paris (Rue de la Huchette, Boulevard Saint-Michel, au Jardin du Luxembourg, sur l'Avenue des Champs-Elysées, ainsi qu'à Monte Carlo (dont le Casino de Monte Carlo)
- au Château de Versailles
- sur l'Autoroute A13

## Distinctions

### Récompenses
Prix Jean Vigo 1964

### Nominations
Festival du film de Venise 1963 : Sélection meilleur premier film